# Várnai csata
A várnai csata során 1444. november 10-én Várna mellett az I. Ulászló király és Hunyadi János vezette keresztény szövetséges hadsereg vereséget szenvedett a II. Murád szultán által vezetett török seregtől. A csatában I. Ulászló magyar és lengyel király is elesett.

## A csata előzményei

### Szervezés
A 14. század vége óta a törökök támadásokat intéztek a balkáni városok és országok ellen. Bulgáriát, Szerbiát, Albániát pusztulás, emberveszteség sújtotta ebben az időben.
I. Ulászló lengyel és magyar király többször is támadta a törököket. Első alkalommal 1443 és 1444 között, amit hosszú hadjárat néven ismerünk. A hadjárat végét a drinápolyi béke szentesítette, amelyet 1444. június 12-én kötött meg a magyar és a török uralkodó. Ennek során a magyar király a Bibliára, a török szultán a Koránra esküdött.
A béke azonban nem tartott sokáig. Az esküt a magyar király – többek között a pápa biztatására – megszegte. A magyarországi erők biztatták a királyt, hogy újabb hadjáratot vezessen a török ellen. A pápa kiátkozással fenyegette meg Ulászlót, ha nem védi meg a kereszténységet. A másik biztató hír a háborúpártiaknak, hogy a Balkánon élő keresztények felkelnek a török uralom ellen, ha megindul egy keresztes hadjárat. A végleges döntés augusztus 4-én született meg: Ulászló újabb hadjáratot indít az Oszmán Birodalom ellen. Azonban II. Murád szultán ekkor már leverte az anatóliai felkelést, majd haderőt csoportosított át a Balkánra.
I. Ulászlónak azonban Lengyelországban újabb gondjai támadtak. A nemesek nem támogatták a király újabb hadjáratát. Az uralkodó diplomáciai cselt eszelt ki: azt üzente a lengyeleknek, hogy a szultán felrúgta a békét. Ezzel a húzással azonban nem sok sikert ért el: a hadjárat megindításakor csak 2000 zsoldos állt a király szolgálatába.
A hadsereg lassú verbuválódása miatt Ulászló figyelmeztette a tengeri hadakat, hogy a szorosokban maradjanak, és akadályozzák meg a török átkelését Európába. A keresztény hajók többsége velencei volt, a köztársaság azonban nem akart összetűzni a szultánnal miután a magyarok békét kötöttek vele.

### Bulgáriában
A mintegy 15 000 lovasból és 2000 harci szekérből újból összeverbuválódott keresztény hadsereg a Nándorfehérvár–Konstantinápoly útvonal helyett a Duna völgyében haladt a Fekete-tenger felé, mivel a huszita harci szekerek számára a balkáni utak járhatatlanok voltak, a szerb despota pedig nem csatlakozott a hadjárathoz.
I. Ulászló és Hunyadi János összevont serege 1444. szeptember 20-a táján kelt át Orsovánál a Dunán. Innen először Kladovóba vonultak, és elfoglalták a várat, majd 26-án bevették Vidint is. A város külső negyedeit porig rombolták, majd néhány napi pihenő után a városból verbuvált bolgárokkal továbbindultak keletnek.
Bevették Orjahovót, majd Nikápolyt is. Az utóbbi városban néhány napos pihenőt tartottak, hogy feltöltsék készleteiket. Itt csatlakozott a sereghez négyezer emberével Vlad Dracul havasalföldi fejedelem. Továbbmentek Sumenbe, de a várat csak három nap után tudták elfoglalni. Az új egységekkel, valamint a korábban hozzájuk csatlakozott különböző nemzetiségű (litván, cseh, ukrán, német, pápai, szerb, bosnyák és horvát) katonákkal körülbelül húszezer főre egészítették ki a sereget.
November 6-án Provadijában állnak meg, ahol a király megtudta, hogy a szultán seregei átkeltek Európába. Másnap a keresztes haderő Petrics várhoz ért, ahol kiszabadítottak több, korábban rabul ejtett szlávot és magyart is. Ezután bevették Mihalicsot is, majd elindultak Várna felé.
November 9-én Ulászló serege a várnai mezőre ért, és ott letáborozott. Ezen a napon érkezett meg II. Murád szultán serege is.

## A csata menete

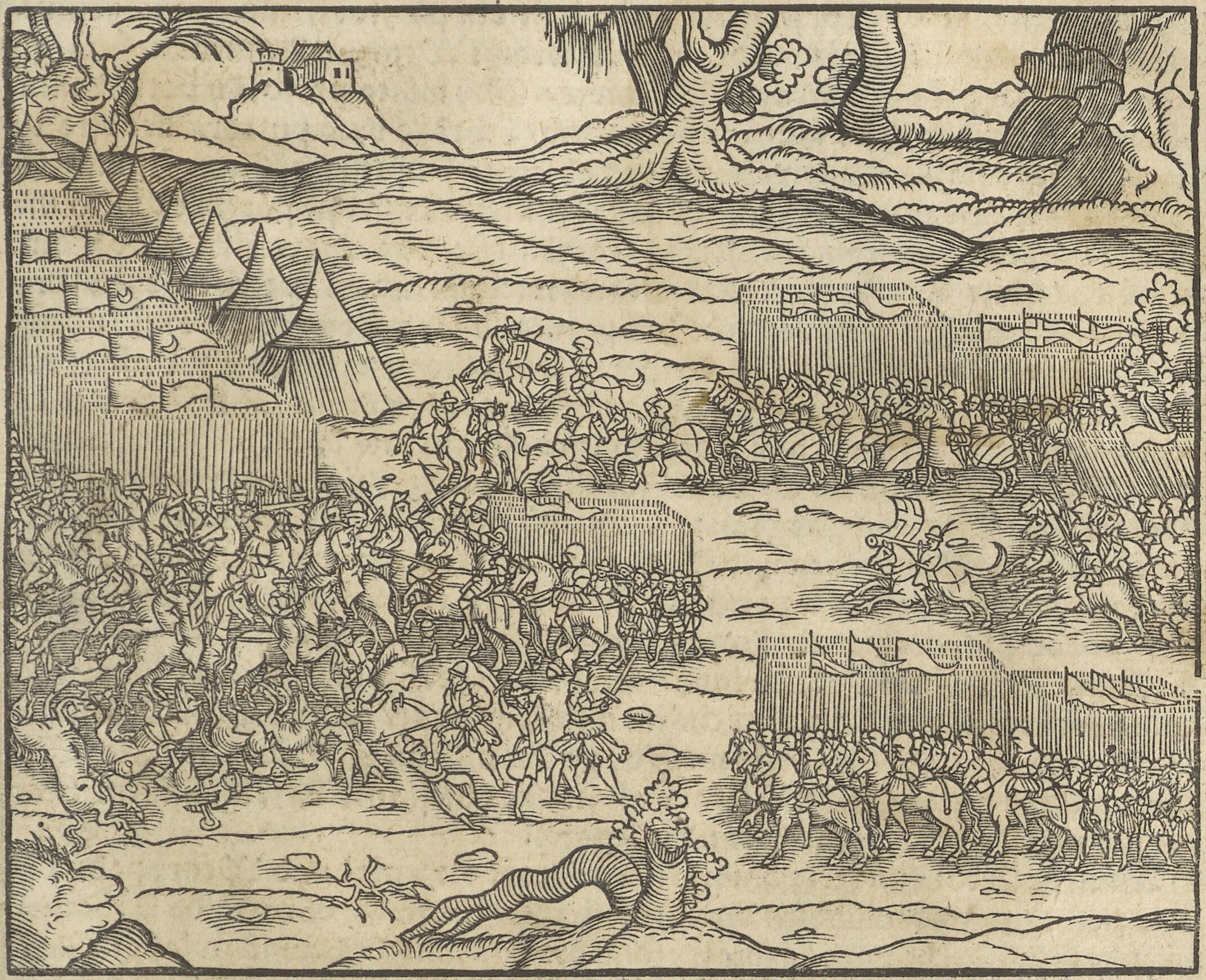
Várnai csata egy lengyel krónika lapján 1564-ből.

Az ellenség száma miatt a haditanácson Cesarini azt javasolta, hogy szekérvár mögött harcolva őröljék fel a török egységeket. Hunyadi viszont egy rajtaütéshez hasonló támadást ajánlott. Úgy vélte, hogy ha szétverik az ellenség szárnyait, utána a centrumban álló janicsárokkal is elboldogulnak.
II. Murád serege a legkedvezőbb helyen: a nehezen megközelíthető Frangai-fennsíkon foglalt állást. Délre található egy mocsaras tó (Devnjai-tó, ma Várnai-tó), a fennsíknak pedig meredek fala van. Az éjszaka mindkét fél elrendezte sorait.
A keresztények ív alakban álltak fel a tó partjától egészen a Planova dombjáig. A bal szárny a tópart északkeleti végétől addig a helyig nyúló terepet tölti fel, ahol a Goljama Franga (ma Kamenar) nevű faluba vezető út a várnai országúttól elágazik. Itt Hunyadi öt, magyar és erdélyi harcosokból, valamint a magyar bárók katonáiból álló csapatot állomásoztatott. A létszámuk kb. 4000 fő. Az egész bal szárny sógorának, Szilágyi Mihálynak a parancsnoksága alá tartozott. Középen a derékhadat a fiatal király vezette. Itt volt magyar és lengyel nemesekből és zsoldosokból álló személyes testőrsége. Korabeli számítások szerint a derékhad harcosainak száma kb. 3500 fő. A jobb szárny, amely a derékhad mögött sorakozott, azok felé a lejtők felé fordult, amelyek Goljama Franga falutól délre néznek. Ez a szárny 5 bandériumból állt, amelynek négy magyar parancsnoka: Herczeg Rafael boszniai püspök, Rozgonyi Simon egri püspök, Tallóci Frank horvát bán és Dominis János váradi püspök. Az ötödik parancsnok Giuliano Cesarini bíboros volt. Dominis János csapatát hátrább tolták, mint tartalékot. Ennek a szárnynak nem volt közös parancsnoksága. A jobb szárny volt a leginkább sebezhető, ezért Hunyadi úgy erősítette meg, hogy ez mögé helyezte a szekérvárat, a Čejka Herman vezette tapasztalt cseh gyalogos harcosokkal. A harci szekereket egybekötötték, és a szekerek elé farudakat állítottak. A szekérvár mögé álltak a védők. A védők ágyukkal, íjakkal, kopjákkal, buzogányokkal voltak felszerelkezve. Ezt úgy állíttatta fel Hunyadi, hogy az északra és keletre fekvő magaslatok felől ne tudjanak a törökök támadni. A szárnyakon kívül a középen elhelyezkedő királyi csapatrészek mögött sorakoztak fel a havasalföldiek.
Az oszmán hadsereg fő erői a szpáhi lovasság, a janicsár gyalogság, a szultáni udvar zsoldos alakulatai, valamint az akindzsik és azabok irreguláris csapattestei. Az anatóliai szpáhik Karadzsa bég vezetésével alkották az oszmán katonai egységek bal szárnyát. Ezek a Goljama Franga falutól délnyugatra eső magaslatok nyugati lejtőjén gyülekeztek. Előttük balra és előre az erdős dombok gyűrődéseinek fedezéke alatt akindzsik, azabok és a reguláris hadsereg íjászai rejtőztek, arccal délnek. Ők mintegy 10–13 ezer fő. Az egész bal szárny összlétszáma közel 30 ezer fő volt. A jobb szárny a völgyben, a Kadakjoj falutól keletre levő magaslat előtt helyezkedett el. Ruméliai szpáhikból állt, akiket Daud pasa vezetett, mintegy 10 ezer fővel. A reguláris hadsereg íjászaival együtt harci sorokban álltak. Középen egymás mellett, harci négyszögben 10 ezer janicsár. Ugyanitt volt a szultán is kíséretével és az udvari szpáhikkal. A dombok hátában, a janicsár négyszög mögött volt a tábor. Az oszmánok így elzárták a keresztények menekülését északi és nyugati irányban. Csak a várnai vár és Galata felé vezető utak maradtak szabadok. Az oszmánok fegyverzetére a kopja, kard, íj volt a jellemző.
Másnap november 10-én Hunyadi János indult meg először a muzulmánok ellen. Az idő azonban rosszra fordult, vihar lett. A törökök ekkor megtámadták a keresztények jobb szárnyát. A vitéz Tallóci bán egy részüket visszaverte, de anélkül, hogy felmérte volna az erőviszonyokat, üldözőbe vette őket. Az egri és a váradi püspök csapatai utánuk eredtek. A taktikai hibát a muzulmán sereg kihasználta és a szpáhik a keresztények jobb szárnyára támadtak. Rémület fogta el a két püspök és Cesarini harcosait. Rendezetlenül húzódtak vissza a keresztények a tenger és a mocsár felé. Itt vesztette életét az egri és a váradi püspök, illetve Cesarini. Tallóci embereinek egy része viszont eljutott a szekérvárba, így megmenekültek. A szpáhik közben délkelet felé haladtak. A reggeli órákban így megsemmisült a keresztény sereg jobb szárnya.
Ezért Hunyadi János, a király és a havasalföldi fejedelem csapatai a szpáhikra támadtak. A szpáhikat legyőzték, a menekülők után eredtek. Karadzsa bég is ekkor esett el. A havasalföldi katonák közben rárontottak a török táborra, fosztogatták, kirabolták azt.
A keresztények bal szárnyát a ruméliai szpáhik rohamozták meg. Hunyadi amint legyőzte Karadzsa béget, sógora, Szilágyi Mihály segítségére sietett. Az erdélyi vajda eközben a török jobb szárnyat támadta. A szpáhikat szétverték, akik Trákia felé vették az irányt. Így mindkét oszmán szárny harcképtelenné vált. De a neheze még csak most következett: annak ellenére, hogy a szárnyakra vereséget mértek a janicsárságnak még szinte érintetlen volt a hadállása és megtörésük komoly problémát okozott. A magyar király – talán dicsőségvágyból – ezután megtámadta a janicsárokat. Ulászló mindössze ötszáz fős lengyel–magyar lovashadtesttel rontott neki a janicsárok cölöpsáncának, amelyet jóllehet áttört, de belül a janicsárok azonnal körbefogták a király csapatát. Ulászló megriadt lova ledobta magáról urát, majd egy janicsár – Kodzsa Hizir – levágta fejét és elküldte a török szultánnak. A levágott fejet ezután lándzsára tűzték és olyan helyre rakták ki ahol a keresztény sereg láthatta, s a katonákon pánik lett úrrá.
A király fejét a török sereg is láthatta, aki emiatt erőt vett magán, és általános rohamot indított. Hunyadi látva a törökök lelkesedését, elrendelte a keresztények visszavonulását.

## A csata után
A visszavonulás útvonalát Karel Škorpil írta le. A hadsereg nagyobbik része a Frangai-fennsíkon keresztül, a Batova-folyó völgyének lejtői felé húzódott vissza Vlahlar (ma Doliste) és Kojudzsuk (ma Debrene) falvakon keresztül, a Duna irányában. A szekérvárbeli harcosok maradéka nyugat felé hátrált Ruszlar (ma Ignatievo), Devnya falvakon keresztül.
A szekérvárat teljesen szétzúzták a rárontó azabok és janicsárok, s belőle mindent széthordtak. A keresztesek emberveszteségeit 10-12 ezer főre becsülték és odaveszett Giuliano Cesarini bíboros is. A törökök vesztesége viszont jóval több volt: egy török krónikás szerint „A török szultán a győzelem láttán inkább szomorkodott, mint örült: mondván: ilyen áron nem szívesen nyerne még egy ütközetet”. Jókai szerint pedig II. Murád ezt mondta: „Ilyen győzelmet csak ellenségemnek kívánok!” Miután Hunyadi a szárnyakat alaposan megtépázta, az ellenség összes vesztesége vagy húszezer fő lehetett. A szultán serege annyira kifáradt ráadásul, hogy a törököknek nem volt erejük a felmorzsoló üldözésre, így a totális vereséget Hunyadi elkerülte.
A törökök a csata után délre, Görögországba vonultak vissza. A szerb hadsereggel együtt a magyar sereg támogatta az albánok felkelését 1448-ban. 5 év múlva, 1453-ban azonban az oszmánok elfoglalták Konstantinápolyt, majd elindultak a Balkán országaiba és az évszázadok folyamán egészen Érsekújvárig jutottak Európában.